# Улимбашев, Даниил
Даниил Улимбашев (латыш. Daniils Ulimbaševs; 12 марта 1992, Рига) — латвийский футболист, полузащитник. Выступал за сборную Латвии.

## Биография
В юности выступал за младшие команды «Риги»[уточнить] и «Ауду», также по состоянию на 2009 год играл в чемпионате Риги за «Даугаву-2».
В сезоне 2010/11 играл в итальянской Серии С2 за клуб «Помеция», провёл как минимум один матч — 1 мая 2011 года в игре против «Катандзаро» (1:2) отыграл первые 56 минут и на 40-й минуте забил гол. Весной 2012 года выступал в третьем дивизионе Швеции за «АФК Юнайтед», провёл два матча, в обоих выходил на замены.
Летом 2012 года вернулся на родину и присоединился к «Спартаку» (Юрмала), игравшему в высшей лиге. Дебютный матч в чемпионате сыграл 14 июля 2012 года против «Вентспилса». Первоначально играл за середняков и аутсайдеров чемпионата — провёл полсезона в «Спартаке», полсезона — в «ДЮСШ Илуксте» и в течение года выступал за «Юрмалу».
Летом 2014 года перешёл в «Вентспилс», с которым в том же сезоне завоевал чемпионский титул. Также в составе «Вентспилса» провёл свои первые матчи в еврокубках. В 2015 году вернулся в юрмальский «Спартак», где провёл два сезона, и если в 2015 году клуб выступал неудачно, то в 2016 году стал чемпионом страны и финалистом Кубка Латвии. В 2017 году футболист перешёл в РФС, стал лучшим бомбардиром клуба и пятым бомбардиром чемпионата (7 голов). Однако на следующий год потерял место в команде, лишь один раз попав на скамейку запасных, затем играл за середняков чемпионата — «Елгаву» и «Лиепаю».
Летом 2019 года вернулся в «Вентспилс», провёл в клубе полтора сезона. В 2019 году завоевал бронзовые медали, в 2020 году стал финалистом Кубка страны. В начале 2021 года планировал перейти в клуб «Ноа Юрмала», однако в итоге не был включён в заявку. В 2021 году перешёл в «Ауду», с которой в том же сезоне победил в турнире первой лиге и провёл два следующих сезона в высшей лиге. Бронзовый призёр чемпионата Латвии 2023 года. В 2024 году перешёл в «Метту».
Выступал за молодёжную сборную Латвии. Осенью 2017 года был вызван в национальную сборную Латвии, где дебютировал 10 октября 2017 года в отборочном матче чемпионата мира против Андорры, заменив на 81-й минуте Глеба Клюшкина. Всего (по состоянию на апрель 2021 года) сыграл за сборную 3 матча, все — в конце 2017 года, во всех выходил на замены.

## Достижения
- Чемпион Латвии: 2014, 2016
- Финалист Кубка Латвии: 2016, 2020